# Emil Constantinescu

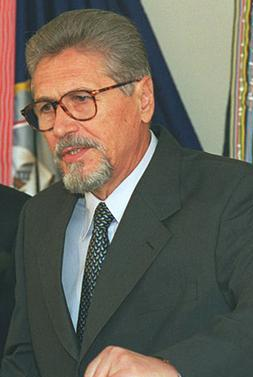
Emil Constantinescu (1998)

Emil Constantinescu (* 19. November 1939 in Tighina, Bessarabien, heute Moldawien) ist ein rumänischer Geologe, Hochschullehrer und Politiker. Er war von 1996 bis 2000 Staatspräsident des Landes.

## Ausbildung, Familie und wissenschaftliche Karriere
Nach Besuch des Lyzeums in Pitești studierte er von 1956 bis 1960 an der Rechtswissenschaftlichen Fakultät der Universität Bukarest und schloss als Jurist ab. Nach einem Jahr als Richter an der Handelsabteilung des Gerichts in Pitești entschloss sich Constantinescu zu einem Zweitstudium an der Geologisch-Geographischen Fakultät (1961–1965) und promovierte zum Dr. rer. nat. in Geologie.
Ab 1966 arbeitete er als wissenschaftlicher Assistent, Lektor und schließlich Hochschuldozent (conferențiar) an der geologischen Fakultät. 1991 wurde er zum Professor der Mineralogie an der Universität Bukarest ernannt. Von 1991 bis 1992 hatte er eine Gastprofessur an der Duke University im US-Bundesstaat North Carolina. Von 1990 bis 1992 war Constantinescu Prorektor, anschließend bis 1996 Rektor der Universität Bukarest.
Emil Constantinescu ist seit 1963 mit der Juristin Nadia Ileana verheiratet und hat zwei Kinder.

## Politische Karriere
Nach dem Ende der kommunistischen Herrschaft in Rumänien war Constantinescu 1990 einer der Gründer und stellvertretender Vorsitzender der Nichtregierungsorganisation Alianța Civică (Bürgerallianz). Er schloss sich 1991 der Convenția Democrată Română (CDR) an, dem Oppositionsbündnis gegen die regierende Nationale Rettungsfront von Präsident Ion Iliescu und Premierminister Petre Roman. 
Neben Corneliu Coposu war Constantinescu Ko-Vorsitzender der CDR, zu der sich u. a. die christdemokratische PNȚ-CD, die liberale PNL, die sozialdemokratische PSDR und die ökologische PER zusammenschlossen. Constantinescu kandidierte bei der rumänischen Präsidentschaftswahl 1992, unterlag aber mit 38,6 Prozent in der Stichwahl Amtsinhaber Ion Iliescu. 
Im Februar 1996 gewann das Wahlbündnis der Demokratischen Konvention in den meisten Städten des Landes – inklusive der Hauptstadt Bukarest – die Kommunalwahl. Bei der folgenden Parlamentswahl am 3. November 1996 ging die CDR als Wahlsieger hervor. Beim gleichzeitigen ersten Wahlgang der Präsidentschaftswahl erhielt Constantinescu 28,2 Prozent und siegte in der Stichwahl am 17. November 1996 mit 54,4 Prozent gegen Amtsinhaber Iliescu. Während seiner Präsidentschaft setzte sich Constantinescu für den Beitritt Rumäniens zur Europäischen Union und zur NATO ein. 

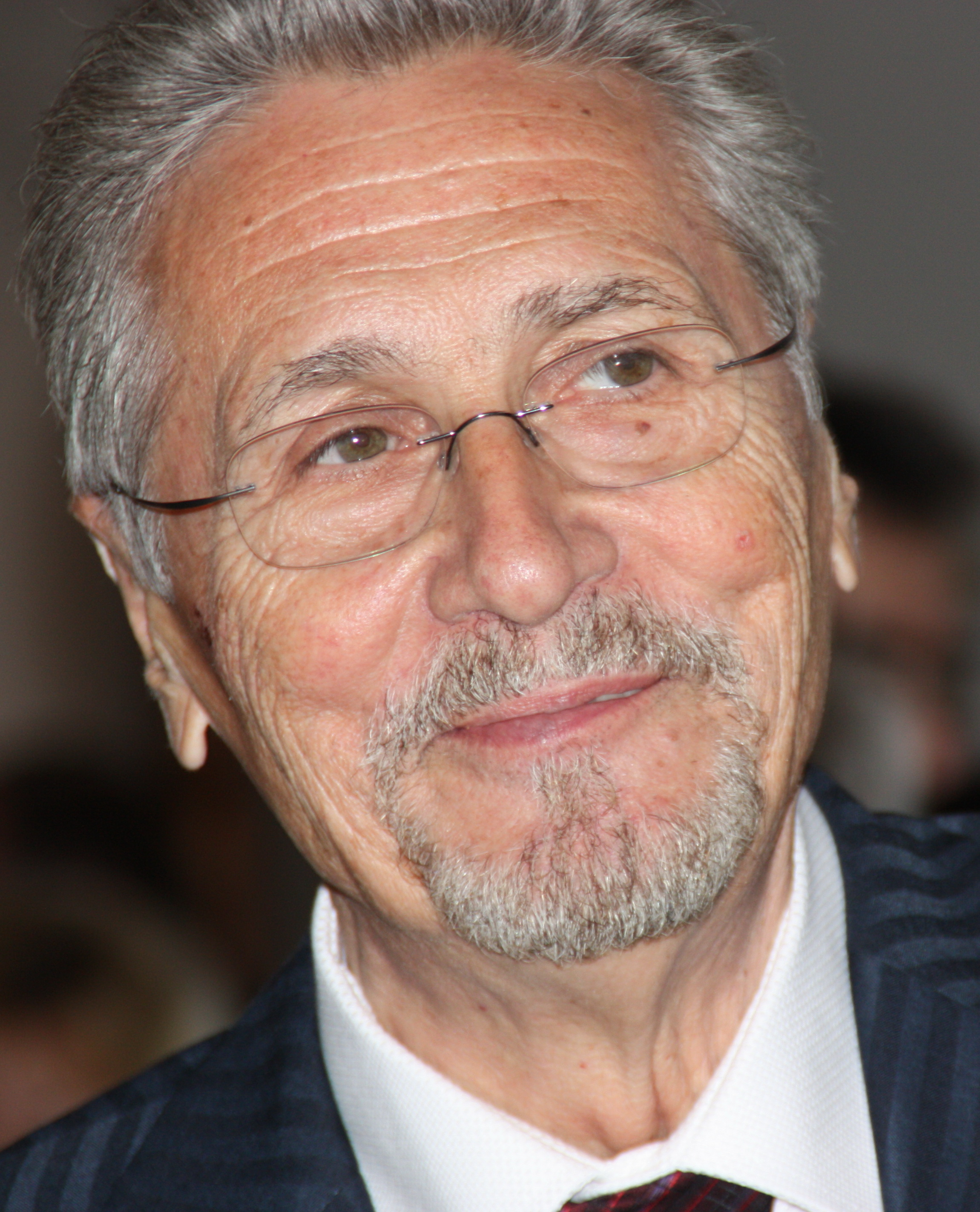
Constantinescu Juni 2009 in Prag

Im Juli 2000 äußerte er sich selbst enttäuscht und bat die Wähler um Entschuldigung, dass der von der CDR versprochene Wandel ausgeblieben sei, die Korruption nicht nachhaltig bekämpft wurde und der politische Stil im Land inakzeptabel sei. Mit den Worten „Die rumänische Politik ist eine Welt, mit der ich nichts zu tun habe möchte“ schloss er eine Kandidatur für eine zweite Amtszeit aus. Er blieb noch bis zum regulären Ende seiner Amtszeit im Dezember 2000 Staatspräsident. Sein Vorgänger wurde auch zu seinem Nachfolger gewählt: Ion Iliescu.
Im März 2003 kehrte Constantinescu noch einmal auf die politische Bühne zurück und gründete mit seinen Unterstützern die Partei Acțiunea Populară (AP; Volksaktion). Deren Ziel war es, das rumänische Mitte-rechts-Spektrum zu einen. Die AP erhielt bei den Parlamentswahlen 2004 aber nur 0,5 Prozent der Stimmen.
Er ist Mitglied im Verwaltungsrat des World Justice Project sowie des East West Institute in New York.

## Auszeichnungen
- 1998: Collane des Finnischen Ordens der Weißen Rose
- 1999: Groß-Stern des Ehrenzeichens für Verdienste um die Republik Österreich[2]
- 1999: Knight Grand Cross des Order of St. Michael and St. George
- 1999: Großkreuz des Sankt-Olav-Ordens
- 2000: Elefanten-Orden
- 2000: Orden des Weißen Doppelkreuzes 1. Klasse
- 2000: Collane des Ordens des Infanten Dom Henrique
- 2000: Orden des Fürsten Jaroslaw des Weisen I. Klasse